# TV Åre
TV Åre är en reklambaserad TV-kanal i Åre, som kan ses över stora delar av Sverige samt via webb-TV (TV Åre Play Anytime). Tidigare under vintern sändes bland annat TV-morgonprogrammet Godmorgon Åre, med daglig drift- och eventinformation om Åres skidområde.
Året runt visar kanalen både nya och äldre utomhussportfilmer- och reportage såsom skid- och snowboardsport, multisport, surfning och klättring).

## Historik
TV Åre grundades år 1976 och var Sveriges första reklamfinansierade kanal. TV Åre, eller Årevisionen som det hette då, var också ett av de första försöksområdena i Sverige med kabel-TV. Flera kända svenska programledare har fått sina genombrott i TV produktionen "Station Åre" som startade 1991, bland annat Kristin Kaspersen och Hans Fahlén. Andra kända TV medarbetare som passerat TV Åre är Jörgen Lindskog, Johan Bernhagen, Allan Förberg, Malin Qvist och Peter Liljestrand.
TV-kanalen har drivits av Tomas Åslund sedan 1985. Åslund sålde verksamheten till Skistar vid millennieskiftet och var därefter anställd som verksamhetsansvarig vid TV Åre.

### Nedläggning och nystart 2014/2015
I början av oktober 2014 meddelade Skistar att företaget skulle lägga ned TV Åre, på grund av besparingar, och därmed sade upp personalen därvid. De sista åren dessförinnan sändes TV Åre via Com Hems kabelnät i Åre med omnejd och i Telias, Canal Digitals och Serverados digital-TV i hela Sverige.
Efter massor med negativa reaktioner under den efterföljande vintersäsongen togs i mitten av februari 2015 ett beslut om att återuppta kanalen, med en nygammal ägare men ett nytt företag.